# Саверей, Якоб Старший
Якоб Саверей Первый, или Старший, также Жак Савери (нидерл. Jacob Saverij, фр. Jacques Savery; 1566, Кортрейк — 23 апреля 1603, Амстердам) — фламандский художник: рисовальщик и гравёр, мастер офорта. Он прошёл обучение в Антверпене, а затем, после 1584 года, переехал в Голландскую Республику. Работал в жанрах натюрморта, пейзажа, а также в анималистике и бытовом жанре.

## Биография
Якоб Саверей был членом большой семьи художников, родился в Кортрейке (провинция Западная Фландрия) в семье Мартена Жакса Саверея (? —1601) и Кателины ван дер Бек (? —1586). Его младшим братом был Рулант Саверей (1576—1639), также рисовальщик, живописец и гравёр. Как и многие другие художники, он принадлежал к семье протестантов анабаптистов, которая бежала ок. 1580 года на север из оккупированных испанцами Южных Нидерландов. Семья Саверей сначала остановилась в Антверпене, где было кальвинистское правительство. Саверей упоминается как лучший ученик пейзажиста Ханса Бола. Должно быть, это было в Антверпене в период с 1580 по 1583 год.
Около 1584 года Якоб Саверей поселился в Харлеме. Здесь он женился 22 марта 1587 года на Трийнтгене Кокелене. Семья переехала в Амстердам, где в 1587 году Якоб вступил в Гильдию Святого Луки. В 1591 году Якоб стал гражданином Амстердама.
Он был учителем Йооса Гойемара, Франса де Греббера (тогда многообещающего молодого художника и рисовальщика картонов для шпалер в Харлеме) и Виллема ван Ниландта Второго, а также своего младшего брата Руланта Саверея, который стал более известным, поскольку был придворным художником в Праге при дворе императора Рудольфа II. Трое его сыновей также стали художниками: Ханс Саверей Второй (1589—1654) работал в Амстердаме и Утрехте, где помогал своему дяде Руланту и подражал ему, Якоб Саверей Младший (1592-после 1651) был художником-анималистом и Саломон Саверей (1594 −1678) стал уважаемым амстердамским гравёром и издателем. Сын Якоба Саверея Младшего, Якоб Саверей Третий (1617—1666) также стал гравёром и издателем. Дочь Якоба Саверея Мария была матерью художников Гертруйда Рогмана, Руланта Рогмана и Магдалены Рогман.
Якоб Саверей Старший умер в Амстердаме, где и был похоронен 23 апреля 1603 года. Сообщается, что причиной смерти стала чума.

## Творчество
Самые ранние из известных работ Якоба Саверея 1584—1586 годов представляют собой в основном «кабинетные пейзажи» небольшого размера, в которых ясно видно влияние его учителя Ханса Бола. В Амстердаме Якоб работал живописцем, гравёром-офортистом и рисовальщиком. Он создал серию гравюр в технике пунктира по рисункам Питера Брейгеля Старшего с изображениями идеализированных сельских сцен, полных живописных деталей, таких как руины фантастического замка или охота на кроликов. Считается, что Якоб Саверей также создавал подделки пейзажных рисунков Брейгеля, выполненные пером и тушью, добавляя фальшивые подписи Брейгеля и даты между 1559 и 1562 годами. Теперь эти работы приписываются самому Якобу. Картины Якоба Саверея бытового жанра также близки Брейгелю по сюжетам и манере выполнения.
Якоб Саверей также писал пейзажи под влиянием Гиллиса ван Конинкслоо, работавшего в Амстердаме с 1595 года. Картины Якоба с изображением животных отличает натуралистический подход. Этот новый подход к анималистической живописи, вероятно, сыграл свою роль в становлении анималистического жанра живописи в произведениях его брата Руланта Саверея.

## Галерея
- Панорамный речной пейзаж. Ок. 1590. Бумага, перо, коричневые чернила. Национальная галерея искусства, Вашингтон
- Охота на оленей на болоте. 1600-е. Офорт
- Пейзаж с Аполлоном и Дафной. 1600-е. Офорт
- Ярмарка в День Святого Себастьяна. Ок. 1598. Дерево, масло. Маурицхёйс, Гаага
- Орфей, зачаровывающий своей песней животных и растения. Между 1580 и 1603. Дерево, масло. Частное собрание
- Пейзаж с деревней. Аллегория осени. Ок. 1600. Дерево, масло. Штеделевский художественный институт, Франкфурт-на-Майне
- Зимний пейзаж со свадебной процессией и фигурами. Ок. 1600. Дерево, масло. Частное собрание
- Пейзаж с историей дочери Иеффая. Между 1580 и 1589. Пергамент на дереве, гуашь. Рейксмюсеум, Амстердам